# Tố My
Trần Thị Tố My (sinh ngày 16 tháng 8 năm 1991) thường được biết đến với nghệ danh Tố My, là một nữ ca sĩ thành công với dòng nhạc trữ tình.

## Tiểu sử
—Tố My
Tố My tên đầy đủ là Trần Thị Tố My, sinh ngày 16 tháng 8 năm 1991 tại Đà Nẵng. Từ nhỏ Tố My sống và lớn lên cùng ông bà ngoại vì bố mẹ đi làm ăn xa, ngay từ những năm tháng còn ngồi trên ghế nhà trường, Tố My đã sớm bộc lộ năng khiếu về âm nhạc. Sau khi tốt nghiệp với tấm bằng cử nhân  tại Trường Đại học Sài Gòn, Tố My đi làm trong ngành Luật một thời gian nhưng vì quá đam mê ca hát nên Tố My đã quyết định thuyết phục gia đình và tạm ngưng công việc để theo đuổi con đường âm nhạc.

### Sự nghiệp
Năm 2016, cô đăng ký tham gia cuộc thi Solo cùng Bolero và đoạt giải Á quân. Sau đó, Tố My quyết định chuyển hướng sang con đường ca hát và được khán giả yêu mến ủng hộ. Cô may mắn khi có sự giúp đỡ của nhạc sĩ Phạm Hồng Biển, người đã biên tập, hòa âm, thu âm các sản phẩm âm nhạc của Tố My.
Năm 2017, Tố My thực hiện dự án âm nhạc "Street Bolero" gồm 6 MV được quay tại miền Trung. Ngày 28 tháng 11 năm 2017, Tố My giới thiệu MV Chờ người (nhạc sĩ Khánh Băng) theo phong cách cổ trang kèm kỹ xảo 3D. Ngay khi ra mắt, MV gặp nhiều ý kiến trái chiều đa phần đều cho rằng giọng hát của Tố My khá giống Như Quỳnh, số khác cho rằng Tố My "phá nát" bài hát.
Ngày 24 tháng 11 năm 2020, Tố My giới thiệu MV Mắt chị với sự góp mặt của ca sĩ Nhật Kim Anh. Mắt chị là ca khúc mang âm hưởng dân ca Nam Bộ, nằm trong album Cửu Long tình do nhạc sĩ Phạm Hồng Biển sáng tác.
Ngày 9 tháng 1 năm 2021, Tố My phát hành MV Ốc đắng buồn ai kết hợp cùng với ca sĩ Đan Trường. Đây là lần đầu tiên, Tố My kết hợp cùng Đan Trường trong một sản phẩm âm nhạc. Ngày 18 tháng 12 năm 2021, Tố My ra mắt MV "Em mình ơi", mang thông điệp về những người chuyển giới bị kỳ thị nhưng vẫn khát khao khẳng định bản thân. MV nằm trong album "Cửu long tình" do Nhật Trường làm đạo diễn trong hai ngày. Tố My chia sẻ: "Qua MV, tôi gửi gắm mong muốn LGBT sống đúng với chính họ, có được hạnh phúc xứng đáng".

## Hoạt động khác

### Tổ chức Liveshow
Ngày 20 tháng 8 năm 2016, Tố My tổ chức liveshow "Duyên phận" tại sân khấu 126, Thành phố Hồ Chí Minh. Đây là liveshow đầu tiên của cô sau khi đoạt giải Á quân Solo cùng Bolero với sự góp mặt của các ca sĩ như Trường Vũ, Giao Linh, Dương Ngọc Thái, Quý Bình…
Ngày 16 tháng 12 năm 2017, Tố My thực hiện liveshow "Chờ Người" tại Nhà hát Trưng Vương TP. Đà Nẵng. Tố My cho biết sẽ trích một phần tiền bán vé để góp cho quỹ từ thiện của Bệnh viên ung bướu Đà Nẵng.

### Huấn luyện viên
Năm 2019, Tố My đảm nhận vai trò huấn luyện viên chương trình Thần tượng Bolero mùa 4 cùng với Quang Lê.

### Thiện nguyện
Tháng 10 năm 2019, Tố My và Quang Lê thực hiện đêm nhạc kết hợp trao quà từ thiện tại Đà Nẵng. Toàn bộ số tiền thu được dùng để mua quà gửi tặng cho các mảnh đời khó khăn tại chùa Phước Thạnh (Đại Lộc, Quảng Nam) và huyện Hòa Vang, Đà Nẵng. Mỗi điểm gồm 300 suất quà với nhu yếu phẩm và tiền mặt.
Ngày 2 tháng 6 năm 2020, Tố My và Quang Lê tổ chức đêm nhạc miễn phí, phục vụ người dân Quảng Nam. Sau đêm nhạc, cô và êkíp tặng quà gồm sách vở, tiền mặt cho học sinh nghèo vượt khó.
Ngày 27 tháng 4 năm 2020, tại tòa soạn báo Người lao động, Tố My đã trao tặng 5 tấn gạo cho chương trình "ATM thực phẩm miễn phí" của Báo Người Lao Động để chung tay chia sẻ với bà con khó khăn bị ảnh hưởng bởi đại dịch COVID-19.

## Album

### CD
| Tiêu đề        | Năm phát hành |
| -------------- | ------------- |
| Khúc Tình Xuân | 2016          |
| Cửu Long Tình  | 2018          |

### Phim ca nhạc
| Tiêu đề                          | Năm phát hành |
| -------------------------------- | ------------- |
| Phận Hồng Nhan: Đắp Mộ Cuộc Tình | 2018          |

### MV
| Tiêu đề            | Sáng tác       | Năm phát hành |
| ------------------ | -------------- | ------------- |
| Khúc Tình Xuân     | Phạm Hồng Biển | 2016          |
| Duyên Phận         | Thái Thịnh     | 2016          |
| Chờ Người          | Khánh Băng     | 2017          |
| Kẻ Thứ Ba          | Vũ Thanh       | 2018          |
| Chuyện Đời Con Gái | Vũ Thanh       | 2019          |
| Mắt Chị            | Phạm Hồng Biển | 2020          |
| Ốc Đắng Buồn Ai    | Sơn Hạ         | 2021          |

## Giải thưởng và đề cử
| Năm  | Lễ trao giải             | Hạng mục                                           | Đề cử                                      | Kết quả   | Chú thích     |
| ---- | ------------------------ | -------------------------------------------------- | ------------------------------------------ | --------- | ------------- |
| 2016 | Solo cùng Bolero         | —                                                  | —                                          | Á quân    | [ 24 ]        |
| 2019 | Giải Mai Vàng lần thứ 24 | Ca sĩ hát nhạc âm hưởng dân ca được yêu thích nhất | Kẻ thứ ba (Vũ Thanh)                       | Đề cử     | [ 25 ]        |
| 2019 | Giải Mai Vàng lần thứ 24 | Top 10 nghệ sĩ của năm                             | —                                          | Đoạt giải | [ 25 ]        |
| 2020 | Giải Mai Vàng lần thứ 25 | Ca sĩ hát nhạc âm hưởng dân ca được yêu thích nhất | Thương con chốt sang sông (Phạm Hồng Biển) | Đoạt giải | [ 26 ]        |
| 2020 | Giải Mai Vàng lần thứ 25 | Top 10 nghệ sĩ của năm                             | —                                          | Đoạt giải | [ 26 ]        |
| 2021 | Giải Mai Vàng            | Ca sĩ hát nhạc âm hưởng dân ca                     | Bậu về nơi đâu (Phạm Hồng Biển)            | Đề cử     | [ 27 ] [ 28 ] |